# Ligne de Boughezoul à Laghouat
La ligne de Boughezoul à Laghouat est l'une des lignes du réseau ferroviaire algérien. Mise en service en octobre 2023, elle relie Boughezoul (dans la wilaya de Médéa) à Laghouat (dans la wilaya de Laghouat).
Longue de 250 km, la ligne fait partie des lignes ferroviaires algériennes dites « lignes pénétrantes », groupe de trois lignes orientées nord-sud qui relient les gares de l'artère nord de l'Algérie (lignes d'Oran à Annaba via Alger et Constantine) aux villes du nord du Sahara algérien. La ligne de Boughezoul à Laghouat est la « Pénétrante centre », les deux autres étant : la ligne de Oued Tlelat à Béchar et la ligne d'El Guerrah à Touggourt, respectivement « Pénétrante ouest » et « Pénétrante est ».

## Histoire
Un premier projet de construction d'une ligne ferroviaire reliant Boughezoul à Laghouat a été lancé en 2005 par l'Agence nationale d'études et de suivi de la réalisation des investissements ferroviaires (ANESRIF). La création de cette agence s'inscrivait dans le cadre d'un important programme d'investissements ferroviaires décidé par le gouvernement algérien visant la modernisation des infrastructures existantes et la création de nouvelles lignes, pour un montant total de 24,8 milliards de dollars.
Parmi les nouvelles lignes, la construction de trois d'entre elles (Tissemsilt – Boughezoul, Saïda  – Tiaret et Relizane – Tiaret –Tissemsilt) avaient été attribués en 2009 à deux groupes de construction chinois : China Railway Group (CRG) et China Civil Engineering Construction Corporation (en)(CCECC), pour un montant de 2,5 millards de dollars. Les retards dans la construction de ces trois lignes, les appels d'offres infructueux pour manque de concurrents ou de non-conformité des offres pour d'autres lignes ainsi que des soupçons de corruption dans des attributions de marchés, ont amené l'ANESRIF à annuler en 2011 les contrats passés ou les projets prévus dans le cadre du plan de 2005,.
En 2012, l'ANESRIF relance les projets de 2005. Ce nouveau plan de treize projets ferroviaires prévoit la construction de 643 km de lignes nouvelles, dont la ligne de Boughezoul à Laghouat, et la modernisation de 225 km de lignes existantes,,.
La réception et l'inauguration de la ligne étaient initialement prévues pour le premier trimestre de 2023,. Elle est finalement inaugurée le 29 octobre 2023 par le président algérien Abdelmadjid Tebboune,. L'inauguration de la ligne a eu lieu dans la nouvelle gare de Djelfa et la ligne est mise en service le même jour,. Le premier service commercial de voyageurs a eu lieu au départ de la gare de Laghouat le 31 octobre 2023.

## La ligne

### Caractéristiques de la ligne
La ligne s'étend sur une distance de 250 km, et est constituée d'une voie unique à écartement normal, non électrifiée.
À l'instar de l'ensemble des nouvelles lignes ou des lignes rénovées en Algérie, la ligne de  Boughezoul à Laghouat est équipée des systèmes de signalisation ferroviaire ERTMS / ETCS et du système de communication GSM-R. Ces systèmes de signalisation et de communication ont été mis en œuvre par l'entreprise ESTEL RA, une joint venture entre la SNTF et Siemens.
Le contrat entre l'ANESRIF et ESTEL comprend la fourniture des équipements suivants pour la ligne : le système ETCS Trainguard 100 ETCS Level 1, le système de contrôle automatique des opérations Vicos, le système d'enclenchement électronique des postes d'aiguillage électroniques Simis W pour les six gares de la ligne, ainsi que le système de gestion des communications RailCom,.

### Tracé
La ligne traverse, du nord au sud, deux des principales zones géographiques du nord de l'Algérie : 
- la partie centrale des Hauts Plateaux, ou steppe algérienne, de Boughezoul à Hassi Bahbah ;
- la partie centrale de l'Atlas saharien, de Djelfa à Laghouat.

Dans sa traversée des Hauts Plateaux, la ligne a un tracé relativement rectiligne et ne rencontre pas d'obstacle majeur à franchir ou à traverser. La seconde partie de son parcours est plus sinueuse ; elle doit contourner des djebels de l'Atlas présaharien.
La ligne comporte deux tronçons,, :
- Boughezoul - Djelfa, 140 km, divisé en deux sous-tronçons : Boughezoul - Aïn Oussara, 40 km et Ain Oussera-Djelfa, 100 km ;

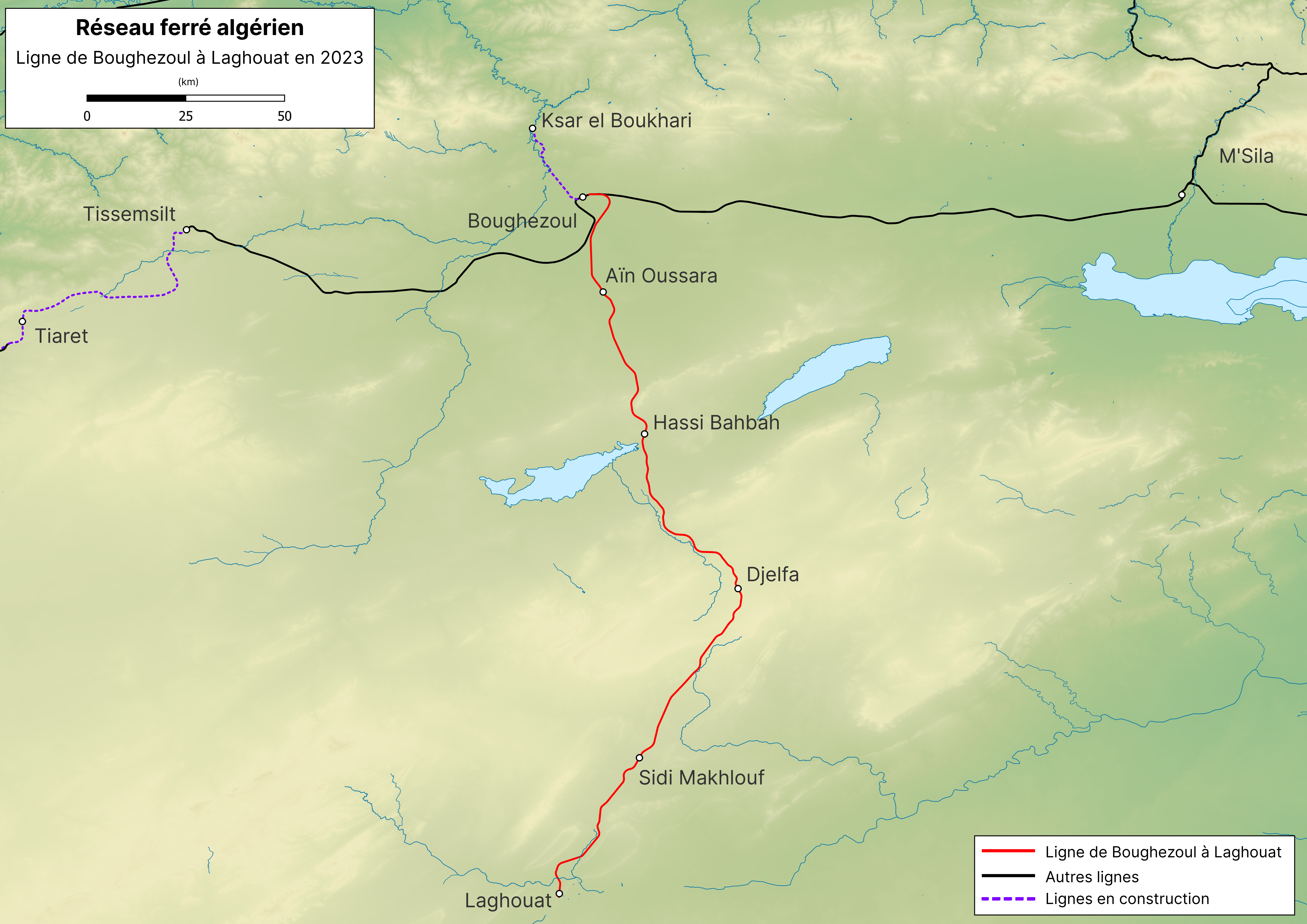
Tracé de la ligne dans les Hauts Plateaux et dans l'Atlas saharien.

- Djelfa - Laghouat, 110 km.

### Profil
La ligne a pour origine la gare de Boughezoul (PK 0 de la ligne), gare établie à 652 m d'altitude dans le nord de la partie centrale des Hauts Plateaux,. À la sortie Est de la gare, la ligne a un parcours commun avec la ligne de Tissemsilt à M'Sila sur environ 3 km. Puis, elle prend une orientation nord-sud, orientation qu'elle gardera globalement jusqu'à Laghouat.
À environ 17 km au sud de Boughezoul, la ligne atteint son altitude minimale de 632 m au niveau de la dépression de Dayet el Kerfa. Dans son parcours du sud des Hauts Plateaux, la ligne a une pente montante régulière dans la plaine de Aïn Oussara jusqu'aux contreforts de l'Atlas saharien. Peu avant Hassi Bahbah, la ligne doit contourner par l'ouest le djebel El Khaitsar (ou El kreydzer) au niveau de la localité de Guelt Es Stel où la ligne atteint l'altitude de 975 m.
Passé le djebel El Khaitsar, la ligne entre dans la dépression des chotts Zahrez Gharbi et Zahrez Chergui où sont altitude redescend à 935 m au sud de Hassi Bahbah. Puis, elle quitte les Hauts Plateaux pour entamer l'ascension des monts des Ouled Naïl au nord de l'Atlas saharien central. La ligne traverse le djebel Sahari en remontant le cours de l'oued El Melha et traverse la pointe nord-est du djebel Senalba par trois tunnels consécutifs peu avant Djelfa. La ligne contourne Djelfa par l'est et atteint sa nouvelle gare située au sud-est de la ville à une altitude de 1 195 m.
Au PK 156, à environ 12 km au sud-ouest de Djelfa, la ligne atteint son altitude maximale de 1 274 m dans sa traversée de la pointe nord-est du djebel Djellal Chergui, à proximité du col des Caravanes (col routier de la route nationale 1). Delà, elle entame sa descente de l'Atlas saharien en suivant sur environ 90 km une longue vallée bordée au nord-ouest par les djebels Djellal Chergui et Milok et au sud-est par les djebels Zerga, Dahouane et Dakhla. À la sortie de cette vallée, la ligne quitte l'Atlas saharien et entre dans le nord du Sahara algérien pour atteindre la gare de Laghouat, située au sud-ouest la ville à une altitude de 785 m.

Profil en long de la ligne.

### Vitesses
La vitesse maximale des trains de voyageurs est de 220 km/h,, celle des trains de marchandises est de 100 km/h.

## Service ferroviaire
En 2023, La ligne est desservie par six trains journaliers dotés d’une capacité de 380 passagers :
- une liaison aller-retour de Boughezoul à Laghouat, desservant toutes les gares de la ligne : Boughezoul, Aïn Oussara, Hassi Bahbah, Djelfa, Sidi Makhlouf et Laghouat ;
- deux liaisons aller-retour de Djelfa à Laghouat, desservant les gares de Djelfa, Sidi Makhlouf et Laghouat.

La durée du trajet de Boughezoul à Laghouat est d'environ 2 h 40, celle de Djelfa à Laghouat est d'environ 45 min,,. En 2023, le tarif des billets pour un départ de Laghouat vers Djelfa est de 150 DA, celui pour un trajet Laghouat-Boughezoul est de 370 DA.
Les trains assurant les liaisons Boughezoul - Laghouat sont des rames automotrices bi-mode électriques et Diesel Alstom Coradia (classe SNTF ZZe).

## Gares de la ligne
La ligne comporte six gares de voyageurs :
- gare de Boughezoul (wilaya de Médéa) ;
- gare de Aïn Oussara (wilaya de Djelfa) ;
- gare de Hassi Bahbah (wilaya de Djelfa) ;
- gare de Djelfa (wilaya de Djelfa) ;
- gare de Sidi Makhlouf (wilaya de Laghouat) ;
- gare de Laghouat (wilaya de Laghouat) ;

et quatre gares de marchandises, hors celle de Boughezoul. La gare de Djelfa est une gare mixte voyageurs et marchandises. Les gares de marchandises de Aïn Oussara, Hassi Bahbah et Laghouat se situent à distance des gares de voyageurs. La capacité de stockage des marchandises des gares de Aïn Oussara, Djelfa et Laghouat est de 58 000 m2, avec un espace de stockage des conteneurs d’une capacité de 5 500 unités.
| Gare                                                       | PK*    | Informations           |
| ---------------------------------------------------------- | ------ | ---------------------- |
| Gare de Boughezoul                                         | PK 0   | Trains régionaux, fret |
| Gare de Aïn Oussara                                        | PK 36  | Trains régionaux, fret |
| Gare de Hassi Bahbah                                       | PK 84  | Trains régionaux, fret |
| Gare de Djelfa                                             | PK 143 | Trains régionaux, fret |
| Gare de Sidi Makhlouf                                      | PK 203 | Trains régionaux       |
| Gare de Laghouat                                           | PK 253 | Trains régionaux, fret |
| *Les PK mentionnés ont pour origine la gare de Boughezoul. |        |                        |

Séléction de vues sur la gare de Djelfa
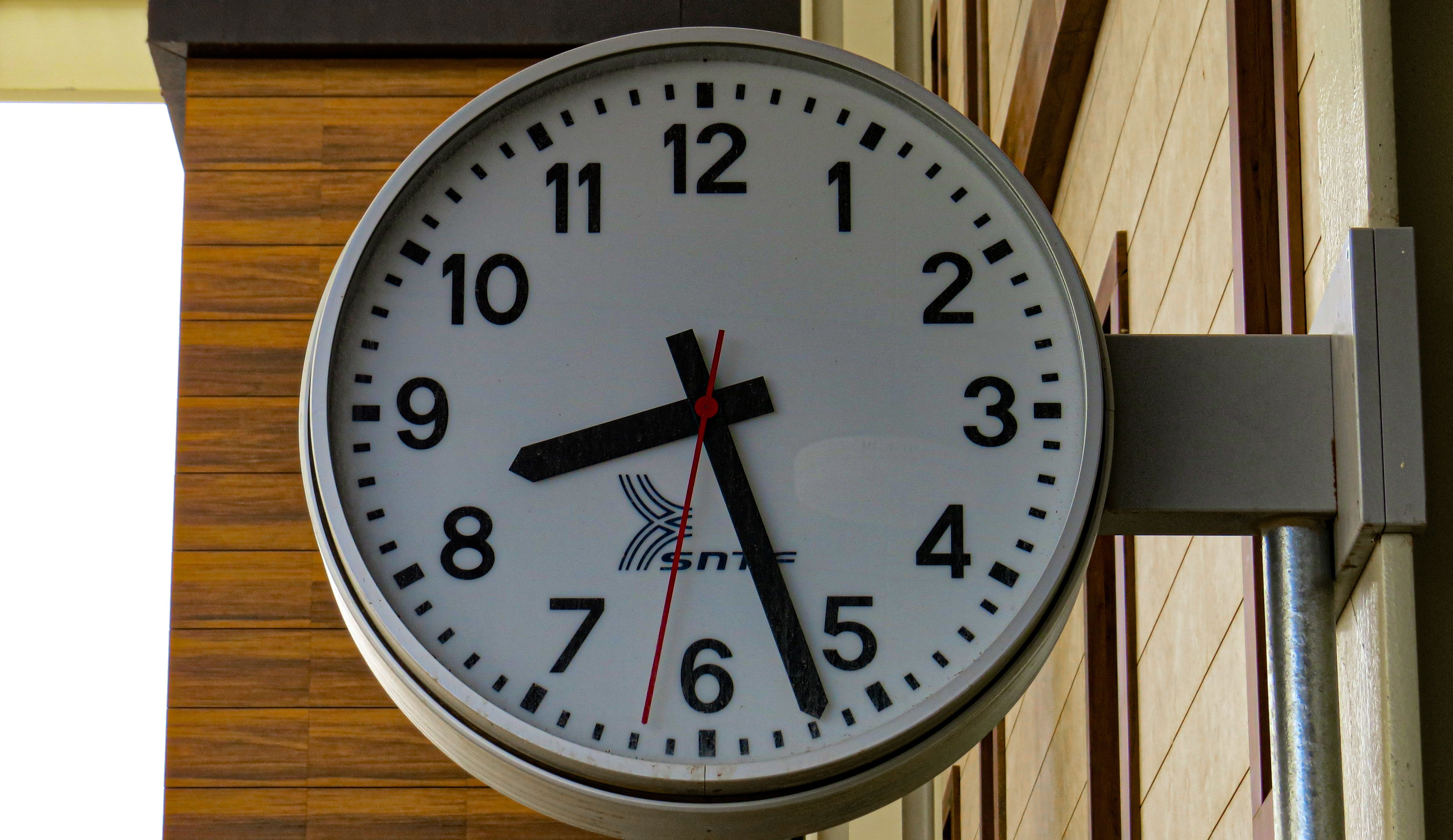
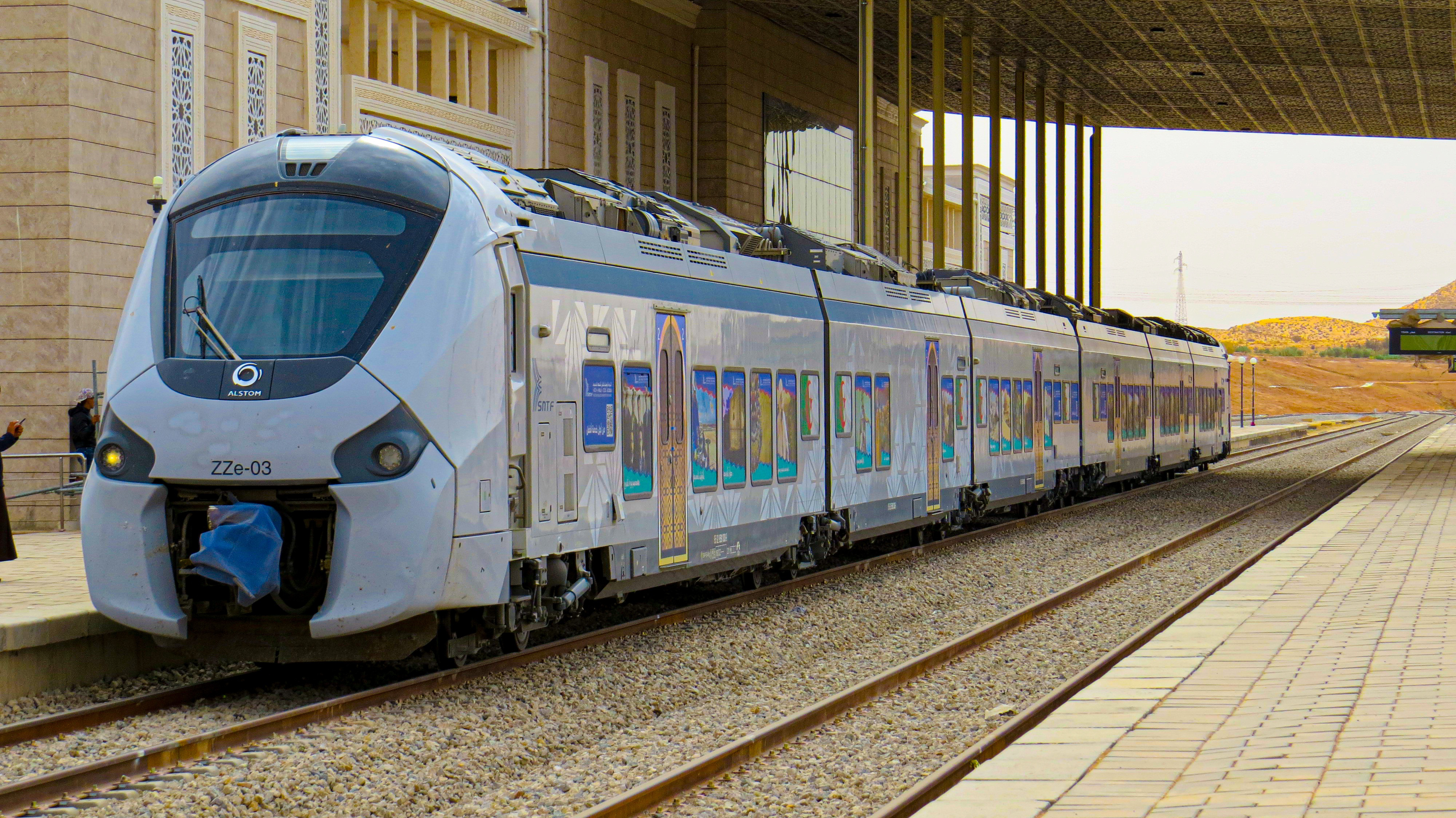
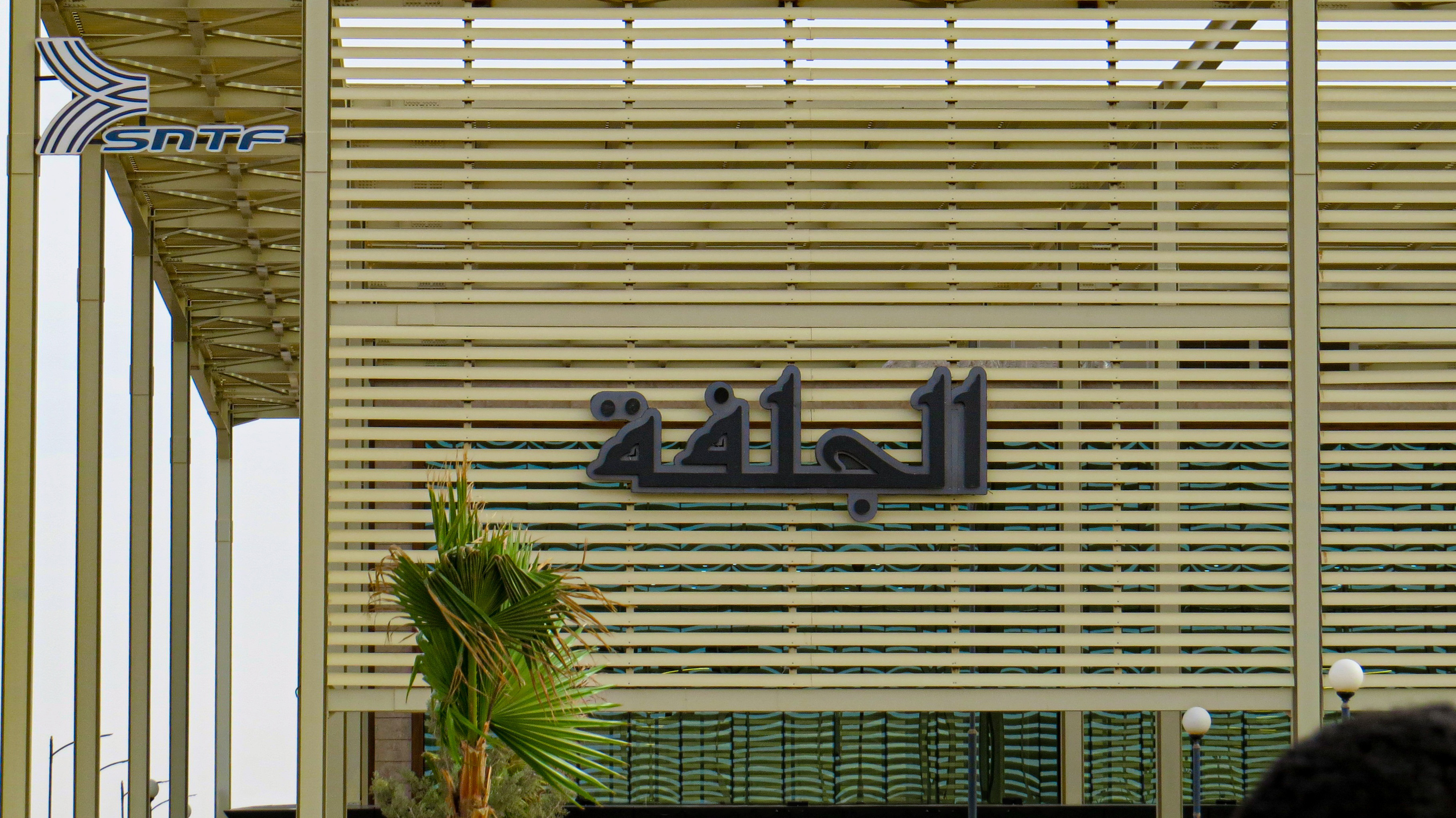
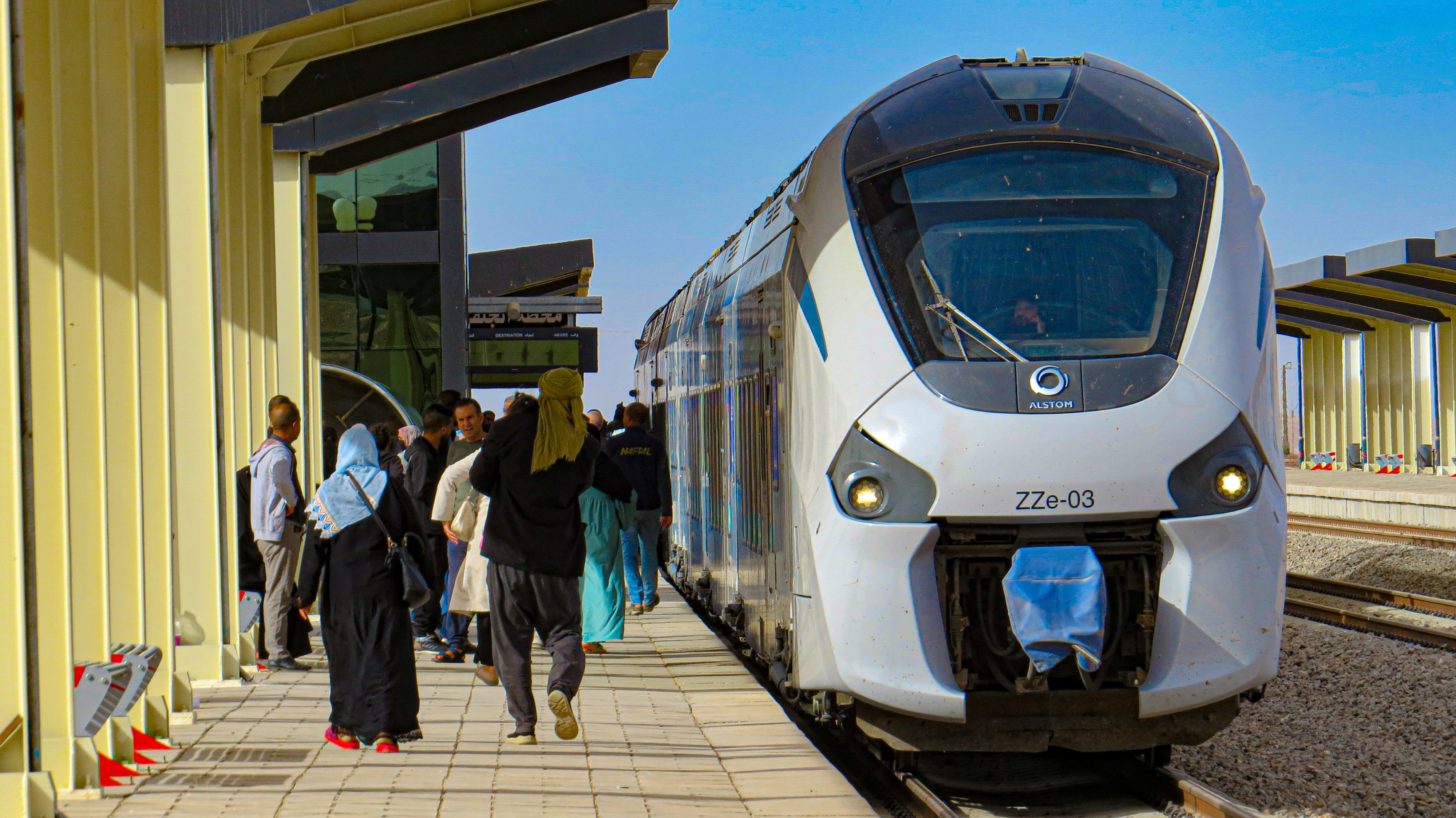

## Extensions
La mise en service de la ligne de Boughezoul à Laghouat est une étape dans la réalisation de la future « Pénétrante centre  transsaharienne », ligne de 2 439 km qui reliera Alger aux villes du Sahara jusqu'à la frontière algéro-nigérienne. Cette liaison traversera les wilayas de Médéa, Djelfa, Laghouat, Ghardaïa, El Menia, In Salah et Tamanrasset et empruntera les lignes suivantes :
- d'Alger à Chiffa, 58 km (ligne existante) ;
- de Chiffa à Ksar el Boukhari, 111 km (études de conceptions achévées) ;
- Ksar El Boukhari à Boughezoul, 40 km (en construction) ;
- Boughezoul à Laghouat, 250 km (ligne existante) ;
- de Laghouat à Ghardaïa, 250 km (études achevées) ;
- de Ghardaïa à El Menia, 230 km (études achevées) ;
- d'El Menia à In Salah, 400 km (études en cours) ;
- d'In Salah à Tamanrasset, 670 km (appel d'offres lancés en 2022, évaluation des offres en cours) ;
- de Tamanrasset à la frontière nigérienne, 400 km (études à lancer).

Deux antennes ferroviaires seront adjointes à la Pénétrante centre :
- une, vers les villes du nord-est du Sahara, 506 km ; composée de trois branches :
  - de Ghardaïa à Hassi Messaoud via Ouargla, 243 km (études de faisabilité en cours) ;
  - de Hassi Messaoud à Touggourt, 154 km (en construction) ;
  - de Touggourt à El Oued, 109 km (phase d'identification terminée) ;

- une vers les villes du nord-ouest et du sud-ouest du Sahara 1 500 km ; composée de quatre branches :
  - de Ménéa à Adrar via Timimoun, 570 km (phase d'identification terminée) ;
  - de Adrar à Bordj Badji Mokhtar , 800 km (appel d'offres d'étude lancées en 2022) ;
  - de Bordj Badji Mokhtar à la frontière algéro-malienne, 130 km (études à inscrire) ;
  - de Adrar à Béchar via Béni Abbès, 600 km (phase d'identification terminée).